# おのみち歴史博物館
おのみち歴史博物館（おのみちれきしはくぶつかん）は、広島県尾道市にある、尾道の歴史に関する資料を扱った博物館。
建物は尾道市指定重要文化財、広島銀行が所有し尾道市が運営管理している。

## 概要・沿革
元々この建物は1923年（大正12年）に建設された「尾道銀行本店」である。本店の所在地である久保町は、広島県の銀行発祥の地であり、他には県下初の国立銀行である第六十六国立銀行（のち第六十六銀行）や住友銀行の支店1号店（三井住友銀行尾道支店参照）などが立地していたことから、大正時代から「銀行浜」と呼ばれた。この店舗は、その後の銀行の統合により備南銀行本店（1930年～1945年）ついで藝備銀行尾道東支店（1945年～1950年）を経て、1950年以降は広島銀行尾道東支店として使用された。その後、支店統廃合によって「市役所前出張所」となったが、2004年（平成16年）1月、尾道支店への統合によって店舗としては廃止された。これをきっかけにこの建物を保存しようとする動きが高まり、同年5月に尾道市の重要文化財に指定され、市と市教育委員会が広島銀行から建物を借り受け建設当時に近い状況に改装した上で、博物館として2005年（平成17年）4月29日に開館した。
形状は鉄筋コンクリート構造地上2階建で一部は木造、外観は煉瓦積み。延床面積476m2。吹き抜け状のエントランスホール、展示室、AVルームからなり、角に向かって建つ玄関の位置と長窓の形状は銀行時代そのままである。内部は銀行時代の名残であるカウンター や大扉の金庫、銀行券も保存されている。

## 主な収蔵品
- 尾道遺跡出土品
- 市指定重要文化財「絵本著色尾道絵屏風」美術陶板
- 平田玉蘊所蔵の古鏡8面。
- 地元豪商の坂井家・天野家からの寄贈された歴史資料（書画等）約120点
- 尾道郵便関連資料
- 財間八郎収集の歴史資料閲覧コーナー
- 金庫
- 第六十六国立銀行発行の銀行券

## 所在地
広島県尾道市久保一丁目14-1（北緯34度24分35秒 東経133度12分17秒 / 北緯34.40972度 東経133.20472度）

## 交通
- JR尾道駅から
  - 徒歩15分
  - おのみちバス・中国バス「長江口」バス停下車、徒歩2分
  - レトロバス「市役所前」下車

## 近隣施設
- 尾道市役所
- おのみち映画資料館